# Sarpourenx
Sarpourenx település Franciaországban, Pyrénées-Atlantiques megyében. Lakosainak száma 290 fő (2022. január 1.). Sarpourenx Argagnon, Biron, Castétis, Castetner és Maslacq községekkel határos.

## Népesség
A település népessége az elmúlt években az alábbi módon változott:
| Lakosok száma | 274  | 287  | 319  | 341  | 338  | 323  | 310  | 296  | 291  | 290  |
|               | 2010 | 2013 | 2015 | 2016 | 2017 | 2018 | 2019 | 2020 | 2021 | 2022 |